# مستجذريات
المستجذريات (الاسم العلمي: Rhizobiales) هي رتبة من البكتيريا تتبع طائفة متقلبات ألفا من شعبة المتقلبات.

## فصائل
- المستجذرات
- الخيطبيات